# A·J·姆莱奇科
艾莉森·杰梅·姆莱奇科（英語：Allison Jaime Mleczko，1975年6月14日—），美国女子冰球运动员。她曾代表美国国家队参加1998年和2002年冬季奥林匹克运动会冰球比赛，获得一枚金牌和一枚银牌。